# اسپرس شوشی
اسپرس شوشی (نام علمی: Onobrychis susiana) نام یک گونه از سرده اسپرس است.